# Sài Đồng
Sài Đồng là phường cũ nằm ở phía đông nam quận Long Biên, thành phố Hà Nội, Việt Nam.
Phường Sài Đồng được thành lập năm 2003 trên cơ sở toàn bộ 90,67 hecta diện tích tự nhiên và 14.029 người của thị trấn Sài Đồng, huyện Gia Lâm. Trước đó vào năm 1982, thị trấn Sài Đồng được thành lập trên cơ sở tách đất của 3 xã Thạch Bàn, Gia Thụy, Hội Xá.
Ở đây có khu công nghiệp Sài Đồng, khu công nghệ cao Sài Đồng và Bệnh viện Tâm thần Hà Nội.
Địa giới hành chính phường Sài Đồng: Đông giáp phường Phúc Lợi; Tây giáp phường Phúc Đồng; Nam giáp phường Thạch Bàn; Bắc giáp phường Việt Hưng.